# Golden Valley (Minnesota)
Golden Valley es una ciudad ubicada en el condado de Hennepin en el estado estadounidense de Minnesota. En el Censo de 2010 tenía una población de 20371 habitantes y una densidad poblacional de 746,23 personas por km².

## Geografía
Golden Valley se encuentra ubicada en las coordenadas 44°59′25″N 93°21′31″O / 44.99028, -93.35861. Según la Oficina del Censo de los Estados Unidos, Golden Valley tiene una superficie total de 27.3 km², de la cual 26.4 km² corresponden a tierra firme y (3.27%) 0.89 km² es agua.

## Demografía
Según el censo de 2010, había 20371 personas residiendo en Golden Valley. La densidad de población era de 746,23 hab./km². De los 20371 habitantes, Golden Valley estaba compuesto por el 85.37% blancos, el 7.07% eran afroamericanos, el 0.42% eran amerindios, el 3.55% eran asiáticos, el 0.02% eran isleños del Pacífico, el 0.86% eran de otras razas y el 2.71% pertenecían a dos o más razas. Del total de la población el 2.64% eran hispanos o latinos de cualquier raza.